# 文林 (光緒進士)
文林 (1868年—?)，字翰臣，号省斋，扎苏呼里氏，盛京錦州满洲正白旗人，清朝政治人物、進士出身。
光緒十七年，顺天乡试中举，二十一年（1895年），参加光緒乙未科殿試，登進士二甲61名。同年五月，改翰林院庶吉士。光緒二十四年四月，散館，著以部属用，签发广东，任广东始兴县知县。